# Шестнадцать варварских государств
Шестнадцать варварских государств (кит. 十六国, пиньинь: shí liù guó) — период политической раздробленности, когда на территории северных районов древнего Китая в 304—439 годах существовало более 20 государств, основателями которых выступили представители различных этнических групп: помимо ханьцев это были так называемые «пять варварских племен» (у ху): сюнну, цзе, сяньби, ди и цяны. 

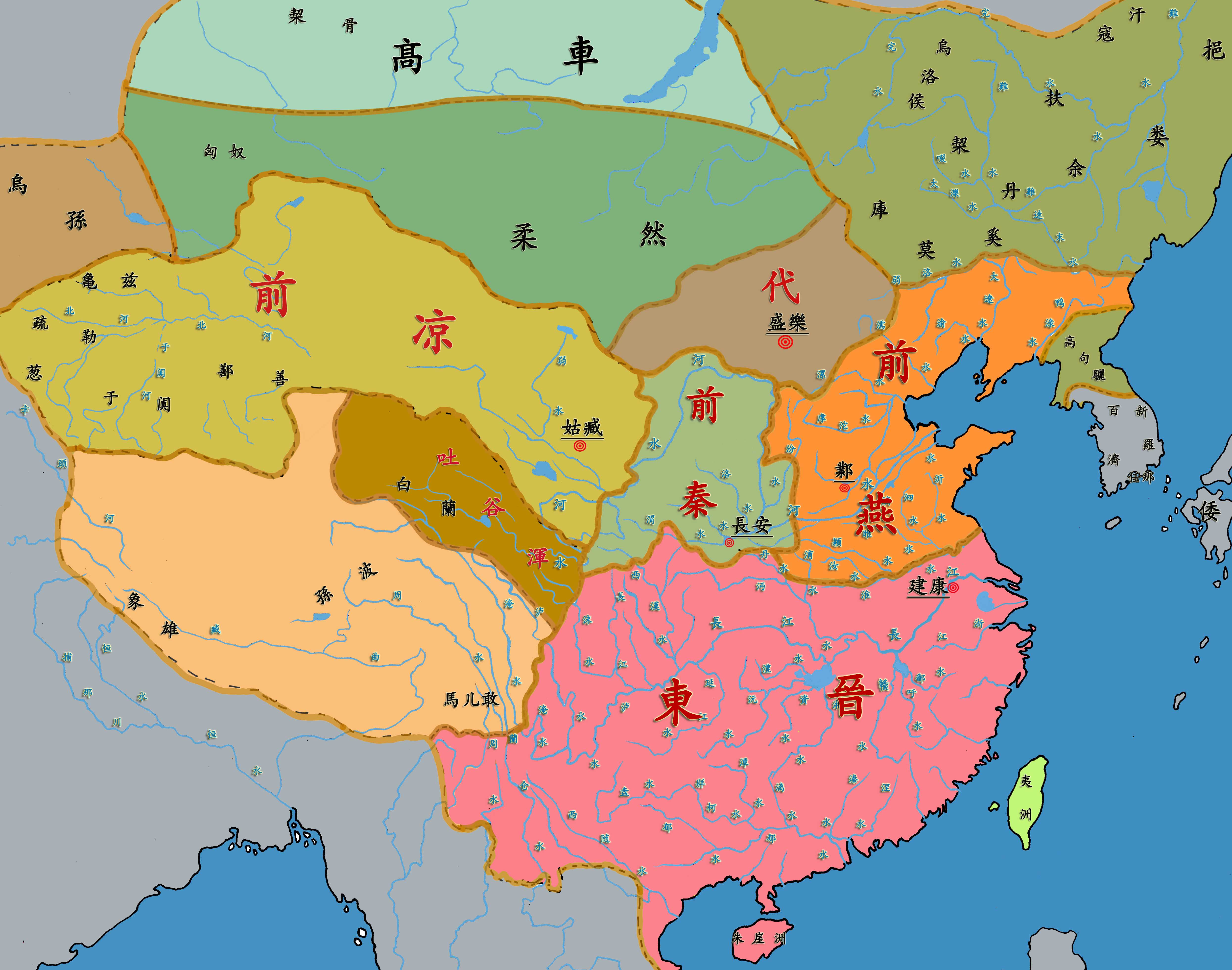
Империя Восточная Цзинь и государства Ранняя Лян, Ранняя Цинь и Ранняя Янь

Свое наименование данный исторический период получил по названию сочинения «Весны и Осени Шестнадцати государств», составленного в 501–522 гг., во время правления Северной Вэй, чиновником и ученым Цуй Хуном (478–525).
Под варварскими царствами подразумевают Чэн, Северная Хань, Поздняя Чжао, Ранняя Лян (301–376 гг.), Поздняя Лян (386–401 гг.), Западная Лян (400–421 гг.), Северная Лян (397–439 гг.), Южная Лян (397–414 гг.), Ранняя Цинь (351–395 гг.), Поздняя Цинь, Западная Цинь, Ранняя Янь, Поздняя Янь, Северная Янь, Южная Янь, и Ся. Из них Ранняя Лян и Западная Лян были основаны ханьцами, Ранняя Цинь и Поздняя Лян – ди, Южная Лян – туфа-сяньби, Северная Лян – поздними сюнну.
В этот период также существовали царства Жань Вэй, Западная Шу, Западная Янь, Дуань, Юйвэнь, Чоучи, Ранняя Вэй и Дай, хотя историки обычно не включают их в 16 государств.

## Пять варваров
В традиционной китайской историографии термин ху (кит. 胡, пиньинь hú) обозначает как кочевые племена Великой Степи, так и западных горцев. При всём многообразии народов и племён китайские историки IV века разделили их на пять племенных групп:
- Хунну (сюнну, 匈奴 Xiōngnú) — кочевой народ монгольской степи, создавший мощную родовую державу в III веке до н. э.. В конце I века н. э. государство хунну, ослабленное внутренними противоречиями, было уничтожено сяньбийцами под руководством Таншихая; после этого часть хуннов расселилась вдоль Великой стены, перейдя в китайское подданство. В IV—V веках хунну основали на территории Северного Китая государства:
  - Северная Хань (304—318)
  - Ранняя Чжао (318—329; иногда объединяется с Северной Хань в одно государство Хань Чжао)
  - Северная Лян или Хэси (397—439)
  - Ся (407—431)
- Цзе (羯 Jié) — по гипотезе Л. Н. Гумилёва — неоднородное образование, имя реконструируется как «кул». Слово qul в тюркских языках означает «раб», но в древности так зачастую назывались иноплеменники, проживавшие в хуннской среде, но не являвшиеся членами хуннского рода[1][2]. По мнению В. С. Таскина, отождествление Цзелу, или кулов, с Цзесцами явно ошибочно и, по-видимому, связано с неправильным прочтением французской транскрипции в работах западных авторов. Такие случаи в работах Л. Н. Гумилёва не редкость. Цзе, или Цзеши — название местности, где проживало одно из сюннуских кочевий. По местности китайцы стали называть это кочевье цзескими хусцами (сюннусцами), и, таким образом, цзе — это не самоназвание кочевья. Главный город уезда Усян находился в 30 ли к северо-западу от современного уездного города Юйшэ в провинции Шаньси[3]. Цзе основали государство:
  - Поздняя Чжао (319—351)
- Сяньби (鮮卑 Xiǎnbēi) — воинственные кочевники из южной Маньчжурии. В конце I века уничтожили державу хуннов, но не смогли создать собственное государство в монгольской степи. Делились на множество родов, самые известные из которых — Мужун и Тоба (табгач). Государства сяньби:
  - Ранняя Янь (337—370)
  - Поздняя Янь (384—409)
  - Западная Янь (384—396; обычно не включается в число Шестнадцати государств)
  - Южная Янь (400—410)
  - Западная Цинь (385—431)
  - Южная Лян (397—414)
  - Дай (305—377; обычно не включается в число Шестнадцати государств)
- Ди (氐 Dī) — земледельческие племена предгорий нынешних провинций Шэньси, Ганьсу и Сычуань, потомки древних жунов. В литературе иногда называются тангутами, хотя средневековые тангуты — совсем другой народ[4]. Государства ди:
  - Чэн-Хань (303—347)
  - Ранняя Цинь (351—394)
  - Поздняя Лян (386—403)
- Кяны (цян, 羌 Qiāng) — кочевые монголоидные племена Тибета, основали одно царство:
  - Поздняя Цинь (384—417)

Кроме того, в этот период в Северном Китае существовали царства, основанные этническими китайцами, по тем или иным причинам не подчинявшиеся империи Восточная Цзинь. К этим царствам относятся:
- Ранняя Лян (320—376)
- Жань Вэй (350—352; обычно не включается в число Шестнадцати государств)
- Западная Лян (400—421)
- Северная Янь (409—436)

## Предыстория
см. Китайцы и варвары

## Первая фаза: хунну и цзе

### Северная Хань
Основатель Северной Хань, Лю Юань, был внуком предпоследнего шаньюя южных хуннов Юйфуло, умершего в 195 году. В 290 году Лю Юань был назначен главнокомандующим всех хуннов на территории Китая. Воспользовавшись распрями цзиньских принцев, нередко прибегавших к помощи кочевников, Лю Юань, провозглашенный своими соотечественниками великим шаньюем, принял в 304 году китайский титул «ван» и присвоил своему государству имя «Хань», подчеркивая своё родство по женской линии (его прабабка была ханьской принцессой). Столицей новообразованного царства стал Пиньян. В 310 году Лю Юань официально принял императорский титул с именем Гао-цзу и объявил войну империи Цзинь и правящему роду Сыма. Хунны нанесли китайцам несколько поражений, в результате которых завладели территорией Северного Китая до реки Хуайхэ.
В 310 году Лю Юань умер, оставив престол бездарному старшему сыну Лю Хо. Новый император первым делом попытался устранить своего более талантливого и популярного брата Лю Цуна, но потерпел неудачу и сам был убит, а Лю Цун вступил на трон. В 311 году империя Цзинь предприняла неудачное наступление на хуннов, в результате которого хунны под началом военачальника Ши Лэ взяли и разграбили цзиньскую столицу Лоян, а сам император Хуай-ди попал к ним в плен. В 316 году была взята и вторая столица — Чанъань, захвачен в плен и после многих издевательств казнен новый император Цзинь Минь-ди. Империя Западная Цзинь прекратила своё существование, новой столицей Цзинь стал Цзянкан (ныне Нанкин).
После смерти Лю Цуна в 318 году ему наследовал его старший сын Лю Цань, не обладавший особыми талантами. Вскоре он был убит своим тестем китайцем Цзинь Чжунем, который также истребил всех членов правящего рода Лю, которых смог настичь, и призвал на помощь цзиньские войска. Но прежде чем помощь пришла, против него выступили ханьские полководцы Лю Яо и Ши Лэ. Цзинь Чжунь был убит собственными приближенными, а Лю Яо провозгласил себя императором Ранней Чжао.

### Ранняя Чжао
Основатель государства Ранняя Чжао, Лю Яо, был близким родственником Лю Юаня. В конце 318 г., вскоре после истребления почти всех своих родственников Цзинь Чжунем, он провозгласил себя императором Ранней Чжао. Однако уже в 319 г. его военачальник Ши Лэ основал своё государство Поздняя Чжао. После продолжительной войны Лю Яо потерпел поражение, был взят в плен и убит в 329 г., а его царство захвачено Поздней Чжао. Государство Ранняя Чжао часто объединяется с Северной Хань в одно царство Хань-Чжао.

### Поздняя Чжао
Государство Поздняя Чжао была основана полководцем Ши Лэ, принадлежавшим к народу цзе. Ши Лэ верно служил империи Северная Хань, а затем Ранней Чжао. Однако в 319 г. он поссорился с Лю Яо и учредил государство Поздняя Чжао. В 319—321 гг. ему пришлось выдержать тяжелую войну с цзиньским военачальником Цзу Ти, которая закончилась со смертью Цзу Ти в 321 г. В 323 г. войска Поздней Чжао во главе с Ши Шэном и Ши Ху перешли в наступление, и к 325 году завладела северной частью бассейна Хуайхэ и Шаньдуном. В 329 году после продолжительной войны с переменным успехом, войска Ши Лэ одержали окончательную победу над Ранней Чжао. Лю Яо был взят в плен и был убит, а его империя перестала существовать. В 330 г. Ши Лэ принял титул императора Поздней Чжао.
Во время болезни Ши Лэ, закончившейся его смертью в 333 г., главная роль при дворе перешла к его названному брату Ши Ху, ставшему начальником дворцовой стражи. Сразу после смерти Ши Лэ, Ши Ху узурпировал власть и расправился с семьёй покойного императора. Ши Ху перенес столицу из Сянго в Е (Ечэн). В 334—339 гг. он отразил новое наступление войск Восточной Цзинь, однако ему не удалось справиться с китайским царством Ранняя Лян, та же как и с сяньбийским государством Ранняя Янь. Ши Ху удалось пережить заговоры своих сыновей (наследных принцев): Ши Суя в 337 г. и Ши Сюаня в 347 г.; заговорщики были казнены вместе со своими семьями. В 349 г. Ши Ху умер от нервного истощения, а наследником стал его сын от дочери Лю Яо, малолетний Ши Ши. Против него восстал другой сын императора, Ши Цзунь. При поддержке приемного сына Ши Ху, китайца Жань Миня, ему удалось одержать победу, юноша-император и его мать были казнены. Вскоре, однако, Жань Минь убил неугодного ему императора и возвел на престол его брата Ши Цзяня. В начале 350 г. он низложил и этого императора и провозгласил создание царства Вэй (в истории известно как Жань Вэй), после чего приказал убивать в пределах своего царства всех варваров. В результате только в столице было убито более 200 тысяч хуннов, а народ цзе был полностью истреблен. Вместе с прочими был уничтожен и императорский род Ши.

### Чэн или Чэн-Хань
Царство Чэн (в китайских источниках обыкновенно Чэн-Хань, в западноевропейских нередко как два царства — Чэн и Хань) основано в Сычуани в 303 г. Ли Тэ — выходцем из дийского племени цзун. Впрочем, Ли Тэ не принимал императорского титула, впервые это сделал его сын Ли Сюн в 304 г. История царства Чэн почти неизвестна.
В 338 г. Ли Шоу, родственник предыдущих императоров, захватил власть и провозгласил основание новой империи Хань. Его сын Ли Шу был разбит в 347 г. цзиньским полководцем Хуань Вэнем, после чего царство Чэн-Хань перестало существовать.

### Ранняя Лян
Государство Ранняя Лян основал в 313 г. на территории нынешней провинции Ганьсу местный чиновник, китаец Чжан Гуй. Когда Северный Китай был захвачен хуннами, китайское население Ганьсу оказалось отрезанным от империи Цзинь и оставлено на произвол судьбы. В наступившей обстановке безвластия и хаоса, Чжан Гуй объявил себя правителем Лян. В 346 г. его правнук Чжан Цзюнь официально отделился от Поздней Чжао и принял титул князя Ранней Лян с номинальным подчинением империи Восточная Цзинь. В следующем, 347 г. Ранняя Лян отразила наступление войск империи Поздняя Чжао. Впоследствии она потерпела поражение и была завоевана империей Ранняя Цинь в 376 г.

### Ранняя Янь
Государство Ранняя Янь основал сяньбийский вождь Мужун Хуэй (или Хой), провозгласивший себя в 307 г. великим шаньюем сяньби. В течение первой трети IV века он объединил бо́льшую часть Маньчжурии и Ляодунский полуостров. После его смерти в 333 г. власть унаследовал его сын Мужун Хуан, принявший в 337 г. китайский титул ван и основавший царство Янь. Мужун Хуан продолжил расширение владений Янь в Маньчжурии и северо-восточном Китае. Его сын и наследник Мужун Цзюнь, воспользовавшись падением империи Поздняя Чжао, выступил против провозглашенного Жань Минем царства Вэй и разбил его в 352 г. Эта победа принесла ему власть над Шаньдуном и Шаньси, а также позволила принять императорский титул. Однако в дальнейшем империя Ранняя Янь уступила инициативу Ранней Цинь и была уничтожена в 370 г.

## Вторая фаза: ди

### Ранняя Цинь
Китайское царство Жань Вэй, провозгласившее принцип этнической нетерпимости, в 352 г. было уничтожено сяньбийцами царства Ранняя Янь. В результате Ранняя Янь присоединила к своим владениям Шаньси и Шаньдун. В то же время в Шэньси поднял восстание дийский вождь Пу Хун. Разбив в 350 г. тибетского военачальника Яо Сяна, Пу Хун объявил себя царем государства Цинь и по совету гадателя сменил своё родовое имя на Фу. После его отравления в 351 г. его наследник Фу Цзянь (I) принял императорский титул. Вскоре после этого Фу Цзянь завладел городом Чанъань и сделал его своей столицей. В 354 г. было отражено наступление войск Восточной Цзинь под командованием Хуань Вэня.
В 357 г. в результате переворота на трон взошел племянник Фу Цзяня I, Фу Цзянь (II). В 369 г. Ранняя Цинь в союзе с Ранней Янь одержала ещё одну победу над цзиньскими войсками Хуань Вэня, после которой была восстановлена граница между Севером и Югом по реке Хуайхэ. В 370 г. было ликвидировано царство Ранняя Янь, а в 376 г. — китайское царство Ранняя Лян и табгачское Дай. Проведя при помощи своего советника, китайца Ван Мэна, некоторые реформы и провозгласив либеральную политику в отношении всех своих подданных независимо от национальности, Фу Цзянь рассчитывал вскоре объединить под своей властью весь Китай. В 383 г., собрав огромную армию (по данным китайских источников, свыше 900 тыс. человек), Фу Цзянь решил сокрушить империю Восточная Цзинь. Однако в битве у реки Фэйшуй его разноплеменное войско неожиданно обратилось в бегство перед уступавшим по численности противником и было полностью разгромлено. После этого поражения империя Ранняя Цинь больше не смогла оправиться. Вскоре на её бывшей территории возникло восемь мелких царств, враждовавших между собой. Последний император Фу Чун погиб в битве против войск Поздней Цинь в 394 г.

## Третья фаза: кяны, сяньби и снова хунну

### Поздняя Цинь
Основатель государства Поздняя Цинь, тибетский вождь Яо Чан, был полководцем на службе Фу Цзяня II. В 384 г., будучи послан вместе с братом императора Фу Жуем против сяньбийского полководца Мужун Хуна, отговаривал Фу Жуя от сражения; когда же последний, вопреки совету, атаковал противника и погиб, гнев императора обрушился на Яо Чана. Опасаясь за свою жизнь, Яо Чан оставил вверенные ему войска и поднял восстание своих соплеменников, приняв титул царя Поздней Цинь. В следующем году он захватил и приказал убить Фу Цзяня, а в 386 г. занял Чанъань и провозгласил себя императором. После его смерти в 394 г. ему наследовал его сын, умный и энергичный Яо Син, который завершил ликвидацию Ранней Цинь. К 404 году, в результате междоусобной войны в Восточной Цзинь, под власть Яо Сина перешли значительные территории до р. Хуайхэ, однако в 405 г., понимая, что не сможет их удержать, он добровольно уступил эти двенадцать провинций Южному Китаю. Но этот жест не был оценен по достоинству: после смерти Яо Сина (416 г.) его царство было уничтожено цзиньскими войсками под командованием Лю Юя в 417 г.

### Поздняя Лян
Тангутский (ди) полководец Люй Гуан был в 383 г. послан императором Ранней Цинь Фу Цзянем II в Сиюй (кит. упр. 西域, пиньинь Xīyù, буквально: «Западный край» — нынешний Синьцзян) для защиты союзных князей Турфана и Шаньшани. Одержав ряд побед, Люй Гуан значительно укрепил позиции Поздней Цинь в регионе. Однако вскоре, получив известия о катастрофе при Фэйшуй и распаде империи Цинь, Люй Гуан попытался основать в Сиюе собственное государство со столицей в г. Куча, но в 386 г. увел войска в Ганьчжоу, прогнал оттуда китайского правителя и основал царство Поздняя Лян. В своем царстве Люй Гуан ввел суровые законы и установил твердую власть. Вскоре Поздняя Лян стала одним из значительных государств Северного Китая. Люй Гуану подчинились хунны и сяньбийский вождь Туфа Угу, на какое-то время вассальную зависимость признало царство Западная Цинь.
В 397 г. Люй Гуан по ложному обвинению казнил двух хуннских военачальников, цзюйцюя Лочоу (沮渠羅仇) и цзюйкюя Цюйчжоу (沮渠麴粥). Их племянник Мэнсюнь поднял восстание своих соплеменников и положил начало государству Северная Лян. Немного ранее отложился также Туфа Угу, провозгласив царство Южная Лян. Распад Поздней Лян ускорила смерть Люй Гуана в 400 г. Три года спустя, в 403 г., остатки Поздней Лян были захвачены империей Поздняя Цинь.

## Список правителей
| Храмовое имя | Посмертное имя                                                      | Личное имя                            | Годы правления                       | Девиз правления (年號 niánhào) и годы                                                                                                  |
| --- | ------------------------------------------------------------------- | ------------------------------------- | ------------------------------------ | --- |
| Исторически наиболее употребительная форма: личное имя                                                                                 |                                                                     |                                       |                                      | |
| Царство Хань-Чжао 304—329 н. э. (в традиционных источниках именуется раздельно как царство Хань (Северная Хань) и царство Ранняя Чжао) |                                                                     |                                       |                                      | |
| Царство Хань 北漢 304—318 |                                                                     |                                       |                                      | |
| Гао-цзу 高祖 Gāozǔ | Гуан Вэнь-ди 光文帝 Guāngwéndì                                      | Лю Юань 劉淵 Liú Yuān                 | 304—310                              | - Цзяньсин (建興 Jiànxīng) 304—308 - Юнфэн (永鳳 Yǒngfèng) 308—309 - Хэжуй (河瑞 Hérùi) 309—310                                        |
| отсутствует | Лян-ван 梁王 Liángwáng                                              | Лю Хэ 劉和 Liú Hé                     | 7 дней в 310 г.                      | отсутствует |
| Ле-цзун 烈宗 Lièzōng | Чжао У-ди 昭武帝 Zhāowǔdì                                           | Лю Цун 劉聰 Liú Cōng                  | 310—318                              | - Гуансин (光興 Guāngxīng) 310—311 - Цзяпин (嘉平 Jiāpíng) 311—315 - Цзяньюань (建元 Jiànyuán) 315—316 - Линьцзя (麟嘉 Línjiā) 316—318 |
| отсутствует | Инь-ди 隱帝 Yǐndì                                                   | Лю Цань 劉粲 Liú Càn                  | месяц и несколько дней в 318 г.      | - Ханьчан (漢昌 Hànchāng) 318 |
| Царство Цянь (Ранняя) Чжао 前趙 318—329                                                                                                |                                                                     |                                       |                                      | |
| отсутствует | Хоу Чжу 後主 Hòu Zhǔ                                                | Лю Яо 劉曜 Liú Yào                    | 318—329                              | - Гуанчу (光初 Guāngchū) 318—329 |
| Царство Хоу (Поздняя) Чжао 後趙 319 — 351                                                                                              |                                                                     |                                       |                                      | |
| Гао-цзу 高祖 Gāozǔ | Мин-ди 明帝 Míngdì                                                  | Ши Лэ 石勒 Shí Lè                     | 319—333                              | - Чжаован (趙王 Zhàowáng) 319—328 - Тайхэ (太和 Tàihé) 328—330 - Цзяньпин (建平 Jiànpíng) 330—333                                      |
| отсутствует | Хай Ян-ван 海陽王 Hǎiyángwáng                                       | Ши Хун 石弘 Shí Hóng                  | 333—334                              | - Цзяньпин (建平 Jiànpíng) 333 - Яньси (延熙 Yánxī) 334                                                                                |
| Тай-цзу 太祖 Tàizǔ | У-ди 武帝 Wǔdì                                                      | Ши Ху 石虎 Shí Hǔ                     | 334—349                              | - Цзяньу (建武 Jiànwǔ) 334—349 - Тайнин (太寧 Tàiníng) 349                                                                             |
| отсутствует | Цяо-ван 譙王 Qiáowáng                                               | Ши Ши 石世 Shí Shì                    | 73 дня в 349 г.                      | - Тайнин (太寧 Tàiníng) 73 дня в 349 г.                                                                                                |
| отсутствует | Пан Чэн-ван 彭城王 Pángchéngwáng                                    | Ши Цзунь 石遵 Shí Zūn                 | 183 дня в 349 г.                     | - Тайнин (太寧 Tàiníng) 183 дня в 349 г.                                                                                               |
| отсутствует | И Ян-ван 義陽王 Yìyángwáng                                          | Ши Цзянь 石鑒 Shí Jiàn                | 103 дня в 349—350 гг.                | - Цинлун (青龍 Qīnglóng) 103 дня в 349—350 гг.                                                                                         |
| отсутствует | Синь Син-ван 新興王 Xīnxīngwáng                                     | Ши Чжи 石祗 Shí Zhī                   | 350—351                              | - Юннин (永寧 Yǒngníng) 349—350 |
| Царство Чэн-Хань 成漢 303—347 н. э. (в традиционных источниках именуется раздельно как царство Чэн и царство Хань)                     |                                                                     |                                       |                                      | |
| Царство Чэн 303—338 |                                                                     |                                       |                                      | |
| Ши-цзу 始祖 Shǐzǔ или Ши-цзу 世祖 Shìzǔ                                                                                                | Цзин-ди 景帝 Jǐngdì                                                 | Ли Тэ 李特 Lǐ Tè                      | 303                                  | - Цзяньчу (建初 Jiànchū) или Цзинчу (景初 Jǐngchū) 303                                                                                 |
| отсутствует | Цинь Вэнь-ван 秦文王 Qínwénwáng                                     | Ли Лю 李流 Lǐ Liú                     | несколько месяцев в 303 г.           | отсутствует |
| Тай-цзун 太宗 Tàizōng | У-ди 武帝 Wǔdì                                                      | Ли Сюн 李雄 Lǐ Xióng                  | 303—334                              | - Цзяньсин (建興 Jiànxīng) 303—305 - Яньпин (晏平 Yànpíng) 305—311 - Юйхэн (玉衡 Yùhéng) 311—334                                       |
| отсутствует | Ай-ди 哀帝 Āidì                                                     | Ли Бань 李班 Lǐ Bān                   | 7 месяцев в 334 г.                   | - Юйхэн (玉衡 Yùhéng) 7 месяцев в 334 г.                                                                                               |
| отсутствует | Ю-гун 幽公 Yōugōng                                                  | Ли Ци 李期 Lǐ Qī                      | 334—338                              | - Юйхэн (玉恆 Yùhéng) 334—338 |
| Царство Хань 338—347 |                                                                     |                                       |                                      | |
| Чжун-цзун 中宗 Zhōngzōng | Чжао Вэнь-ди 昭文帝 Zhāowéndì                                       | Ли Шоу 李壽 Lǐ Shòu                   | 338—343                              | - Ханьсин (漢興 Hànxīng) 338—343 |
| отсутствует | Гуй И-хоу 歸義侯 Gūiyìhóu                                           | Ли Ши 李勢 Lǐ Shì                     | 343—347                              | - Тайхэ (太和 Tàihé) 343—346 - Цзянин (嘉寧 Jiāníng) 346—347                                                                           |
| Царство Цянь (Ранняя) Янь 前燕 337—370                                                                                                 |                                                                     |                                       |                                      | |
| Тай-цзу 太祖 Tàizǔ | Вэнь Мин-ди 文明帝 Wénmíngdì                                        | Мужун Хуан 慕容皝 Mùróng Huǎng        | 337—348                              | - Яньван (燕王 Yànwáng) 337—348 |
| Ле-цзун 烈宗 Lièzōng | Цзин Чжао-ди 景昭帝 Jǐngzhāodì                                      | Мужун Цзюнь 慕容俊 Mùróng Jùn         | 348—360                              | - Яньван (燕王 Yànwáng) 348—353 - Юаньси (元璽 Yuánxǐ) 353—357 - Шэнпин (升平 Shēngpíng) 357 - Гуаншоу (光壽 Guāngshòu) 357—360        |
| отсутствует | Ю-ди 幽帝 Yōudì                                                     | Мужун Вэй 慕容暐 Mùróng Wěi           | 360—370                              | - Цзяньси (建熙 Jiànxī) 360—365 - Цзяньюань (建元 Jiànyuán) 365—370                                                                    |
| Царство Хоу (Поздняя) Янь 後燕 384—407                                                                                                 |                                                                     |                                       |                                      | |
| Ши-цзу 世祖 Shìzǔ | У Чэн-ди 武成帝 Wǔchéngdì                                           | Мужун Чуй 慕容垂 Mùróng Chúi          | 384—396                              | - Яньван (燕王 Yànwáng) 384—385 - Цзяньсин (建興 Jiànxīng) 386—396                                                                     |
| Ле-цзун 烈宗 Lièzōng | Хуэй Минь-ди 惠愍帝 Hùimǐndì                                        | Мужун Бао 慕容寶 Mùróng Bǎo           | 396—398                              | - Юнкан (永康 Yǒngkāng) 396—398 |
| Чжун-цзун 中宗 Zhōngzōng | Чжао У-ди 昭武帝 Zhāowǔdì                                           | Мужун Шэн 慕容盛 Mùróng Shèng         | 398—401                              | - Цзяньпин (建平 Jiànpíng) 398 - Чанлэ (長樂 Chánglè) 399—401                                                                          |
| отсутствует | Чжао Вэнь-ди 昭文帝 Zhāowéndì                                       | Мужун Си 慕容熙 Mùróng Xī             | 401—407                              | - Гуанши (光始 Guāngshǐ) 401—406 - Цзяньши (建始 Jiànshǐ) 407                                                                          |
| Царство Нань (Южная) Янь 南燕 398—410                                                                                                  |                                                                     |                                       |                                      | |
| Ши-цзун 世宗 Shìzōng | Сянь У-ди 獻武帝 Xiànwǔdì                                           | Мужун Дэ 慕容德 Mùróng Dé             | 398—405                              | - Яньван (燕王 Yànwáng) 398—400 - Цзяньпин (建平 Jiànpíng) 400—405                                                                     |
| отсутствует | Хоу Чжу 後主 Hòu Zhǔ                                                | Мужун Чао 慕容超 Mùróng Chāo          | 405—410                              | - Тайшан (太上 Tàishàng) 405—410 |
| Царство Бэй (Северная) Янь 北涼 407—436                                                                                                |                                                                     |                                       |                                      | |
| отсутствует | Хуэй И-ди 惠懿帝 Hùiyìdì                                            | Гао Юнь 高雲 Gāo Yún                  | 407—409                              | - Чжэнши (正始 Zhèngshǐ) 407—409 |
| Тай-цзу 太祖 Tàizǔ | Вэнь Чэн-ди 文成帝 Wénchéngdì                                       | Фэн Ба 馮跋 Féng Bá                   | 409—430                              | - Тайпин (太平 Tàipíng) 409—430 |
| отсутствует | Чжао Чэн-ди 昭成帝 Zhāochéngdì                                      | Фэн Хун 馮弘 Féng Hóng                | 430—436                              | - Дасин (大興 Dàxīng) 430—436 |
| Царство Цянь (Ранняя) Лян 前涼 320—376                                                                                                 |                                                                     |                                       |                                      | |
| отсутствует | Чэн-гун 成公 Chénggōng                                              | Чжан Мао 張茂 Zhāng Mào               | 320—324                              | - Цзяньсин (建興 Jiànxīng) 320—324 |
| отсутствует | Чжун Чэн-гун 忠成公 Zhōngchénggōng                                  | Чжан Цзюнь 張駿 Zhāng Jùn             | 324—346                              | - Цзяньсин (建興 Jiànxīng) 324—346 |
| отсутствует | Хуань-гун 桓公 Huángōng                                             | Чжан Чунхуа 張重華 Zhāng Chónghuá     | 346—353                              | - Цзяньсин (建興 Jiànxīng) 346—353 |
| отсутствует | Ай-гун 哀公 Āigōng                                                  | Чжан Яолин 張曜靈 Zhāng Yàolíng       | 3 месяца (9-й — 12-й месяц) в 353 г. | - Цзяньсин (建興 Jiànxīng) 353 |
| отсутствует | Вэй-ван 威王 Wēiwáng                                                | Чжан Цзо 張祚 Zhāng Zuò               | 353—355                              | - Цзяньсин (建興 Jiànxīng) 353—354 - Хэпин (和平 Hépíng) 354—355                                                                       |
| отсутствует | Цзин Дао-гун 敬悼公 Jìngdàogōng или Чун-гун 沖公 Chōnggōng          | Чжан Сюаньцзин 張玄靖 Zhāng Xuánjìng  | 355—363                              | - Цзяньсин (建興 Jiànxīng) 355—361 - Шэнпин (升平 Shēngpíng) 361—363                                                                   |
| отсутствует | Дао-гун 悼公 Dàogōng                                                | Чжан Тяньси 張天錫 Zhāng Tiānxí       | 364—376                              | - Шэнпин (升平 Shēngpíng) 364—376 |
| Царство Хоу (Поздняя) Лян 後涼 386 н. э. — 403 н. э.                                                                                   |                                                                     |                                       |                                      | |
| Тай-цзу 太祖 Tàizǔ | И У-ван 懿武王 Yìwǔwáng                                             | Люй Гуан 呂光 Lǚ Guāng                | 386—399                              | - Тайань (太安 Tàiān) 386—389 - Луньцзя (麟嘉 Lúnjiā) 389—396 - Лунфэй (龍飛 Lóngfēi) 396—399                                          |
| отсутствует | Инь-ван 隱王 Yǐnwáng                                                | Люй Шао 呂紹 Lǚ Shào                  | 399                                  | - Лунфэй (龍飛 Lóngfēi) 399 |
| отсутствует | Лин-ван 靈王 Língwáng                                               | Люй Цзуань 呂纂 Lǚ Zuǎn               | 399—401                              | - Сяньнин (咸寧 Xiánníng) 399—401 |
| отсутствует | Шан Шу-гун 尚書公 Shàngshūgōng или Цзянькан-гун 建康公 Jiànkānggōng | Люй Лун 呂隆 Lǚ Lóng                  | 401—403                              | - Шэньдин (神鼎 Shéndǐng) 401—403 |
| Царство Нань (Южная) Лян 南涼 397 н. э. — 414 н. э.                                                                                    |                                                                     |                                       |                                      | |
| Ле-цзу 烈祖 Lièzǔ | У-ван 武王 Wǔwáng                                                   | Туфа Угу 禿髮烏孤 Tūfǎ Wūgū           | 397—399                              | - Тайчу (太初 Tàichū) 397—399 |
| отсутствует | Кан-ван 康王 Kāngwáng                                               | Туфа Лилугу 禿髮利鹿孤 Tūfǎ Lìlùgū    | 399—402                              | - Цзяньхэ (建和 Jiànhé) 399—402 |
| отсутствует | Цзин-ван 景王 Jǐngwáng или Цзин-ван 敬王 Jìngwáng                   | Туфа Жутань 禿髮傉檀 Tūfǎ Rùtán       | 402—414                              | - Хунчан (弘昌 Hóngchāng) 402—404 - Цзяпин (嘉平 Jiāpíng) 409—414                                                                      |
| Царство Бэй (Северная) Лян 北涼 397—439 (правители Гаочана в 442—460)                                                                  |                                                                     |                                       |                                      | |
| отсутствует | отсутствует                                                         | Дуань Е 段業 Duàn Yè                  | 397—401                              | - Шэнь Си (神璽 Shénxǐ) 397—399 - Тянь Си (天璽 Tiānxǐ) 399—401                                                                        |
| Тай-цзу 太祖 Tàizǔ | У Сюань-ван 武宣王 Wǔxuānwáng                                       | Цзюйцюй Мэнсюнь 沮渠蒙遜 Jǔqú Méngxùn | 401—433                              | - Юнъань (永安 Yǒngān) 401—412 - Сюаньши (玄始 Xuánshǐ) 412—428 - Чэнсюань (承玄 Chéngxuán) 428—430 - Ихэ (義和 Yìhé) 430—433          |
| отсутствует | Ай-ван 哀王 Āiwáng                                                  | Цзюйцюй Муцзянь 沮渠牧犍 Jǔqú Mùjiān  | 433—439                              | - Юнхэ (永和 Yǒnghé) 433—439 |
| отсутствует | отсутствует                                                         | Цзюйцюй Ухуэй 沮渠無諱 Jǔqú Wúhùi     | 442—444                              | - Чэнпин (承平 Chéngpíng) 442—443 - Цяньшоу (乾壽 Qiánshòu) 443—444                                                                    |
| отсутствует | отсутствует                                                         | Цзюйцюй Аньчжоу 沮渠安周 Jǔqú Ānzhōu  | 444—460                              | - Чэнпин (承平 Chéngpíng) 444—460 |
| Царство Си (Западная) Лян 西涼 400—421                                                                                                 |                                                                     |                                       |                                      | |
| Тай-цзу 太祖 Tàizǔ | У Чжао-ван 武昭王 Wǔzhāowáng                                        | Ли Гао 李暠 Lǐ Gǎo                    | 400—417                              | - Гэнцзы (庚子 Gēngzi) 400—405 - Цзяньчу (建初 Jiànchū) 406—416                                                                        |
| отсутствует | Хоу Чжу 後主 Hòu Zhǔ                                                | Ли Синь 李歆 Lǐ Xīn                   | 417—420                              | - Цзясин (嘉興 Jiāxīng) 417—420 |
| отсутствует | Хоу Чжу 後主 Hòu Zhǔ                                                | Ли Сюнь 李恂 Lǐ Xún                   | 420—421                              | - Юнцзянь (永建 Yǒngjiàn) 420—421 |
| Царство Цянь (Ранняя) Цинь 前秦 351 н. э. — 394 н. э.                                                                                  |                                                                     |                                       |                                      | |
| Гао-цзу 高祖 Gāozǔ | Цзин Мин-ди 景明帝 Jǐngmíngdì                                       | Фу Цзянь 苻健 Fú Jiàn                 | 351—355                              | - Хуанши (皇始 Huángshǐ) 351—355 |
| отсутствует | Ли-ван 厲王 Lìwáng                                                  | Фу Шэн 苻生 Fú Shēng                  | 355—357                              | - Шоугуан (壽光 Shòuguāng) 355—357 |
| Ши-цзу 世祖 Shìzǔ | Сюань Чжао-ди 宣昭帝 Xuānzhāodì                                     | Фу Цзянь 苻堅 Fú Jiān                 | 357—385                              | - Юнсин (永興 Yǒngxīng) 357—359 - Ганьлу (甘露 Gānlù) 359—364 - Цзяньюань (建元 Jiànyuán) 365—385                                      |
| отсутствует | Ай Пин-ди 哀平帝 Āipíngdì                                           | Фу Пи 苻丕 Fú Pī                      | 385—386                              | - Тайань (太安 Tàiān) 385—386 |
| Тай-цзун 太宗 Tàizōng | Гао-ди 高帝 Gāodì                                                   | Фу Дэн 苻登 Fú Dēng                   | 386—394                              | - Тайчу (太初 Tàichū) 385—394 |
| отсутствует | Хоу Чжу 後主 Hòu Zhǔ                                                | Фу Чун 苻崇 Fú Chóng                  | несколько месяцев в 394 г.           | - Яньчу (延初 Yánchū) 394 |
| Царство Хоу (Поздняя) Цинь 後秦 384 н. э. — 417 н. э.                                                                                  |                                                                     |                                       |                                      | |
| Тай-цзу 太祖 Tàizǔ | У Чжао-ди 武昭帝 Wǔzhāodì                                           | Яо Чан 姚萇 Yáo Cháng                 | 384—393                              | - Бай Цюэ (白雀 Báiquè) 384—386 - Цзяньчу (建初 Jiànchū) 386—393                                                                       |
| Гао-цзу 高祖 Gāozǔ | Вэнь Хуань-ди 文桓帝 Wénhuándì                                      | Яо Син 姚興 Yáo Xīng                  | 394—416                              | - Хуанчу (皇初 Huángchū) 394—399 - Хунши (弘始 Hóngshǐ) 399—416                                                                        |
| отсутствует | Хоу Чжу 後主 Hòu Zhǔ                                                | Яо Хун 姚泓 Yáo Hóng                  | 416—417                              | - Юнхэ (永和 Yǒnghé) 416—417 |
| Царство Си (Западная) Цинь 西秦 385—400,409—431                                                                                        |                                                                     |                                       |                                      | |
| Ле-цзу 烈祖 Lièzǔ | Сюань Ле-ван 宣烈王 Xuānlièwáng                                     | Цифу Гожэнь 乞伏國仁 Qǐfú Guórén      | 385—388                              | - Цзяньи (建義 Jiànyì) 385—388 |
| Гао-цзу 高祖 Gāozǔ | У Юань-ван 武元王 Wǔyuánwáng                                        | Цифу Ганьгуй 乞伏乾歸 Qǐfú Gāngūi     | 388—400, 409—412                     | - Тайчу (太初 Tàichū) 388—400 - Гэнши (更始 Gèngshǐ) 409—412                                                                           |
| Тай-цзу 太祖 Tàizǔ | Вэнь Чжао-ван 文昭王 Wénzhāowáng                                    | Цифу Чипань 乞伏熾磐 Qǐfú Chìpán      | 412—428                              | - Юнкан (永康 Yǒngkāng) 412—419 - Цзяньхун (建弘 Jiànhóng) 420—428                                                                     |
| отсутствует | Хоу Чжу 後主 Hòu Zhǔ                                                | Цифу Мумо 乞伏暮末 Qǐfú Mùmò          | 428—431                              | - Юнхун (永弘 Yǒnghóng) 428—431 |
| Царство Ся 夏 407—431 |                                                                     |                                       |                                      | |
| Ши-цзу 世祖 Shìzǔ | У Ле-ди 武烈帝 Wǔlièdì                                              | Хэлянь Бобо 赫連勃勃 Hèlián Bóbó      | 407—425                              | - Луншэн (龍升 Lóngshēng) 407—413 - Фэнсян (鳳翔 Fèngxiáng) 413—418 - Чанъу (昌武 Chāngwǔ) 418—419 - Чэньсин (真興 Chēnxīng) 419—425   |
| отсутствует | Цинь-ван 秦王 Qínwáng                                               | Хэлянь Чан 赫連昌 Hèlián Chāng        | 425—428                              | - Чэнгуан (承光 Chéngguāng) 425—428 |
| отсутствует | Пин Юань-ван 平原王 Píngyuánwáng                                    | Хэлянь Дин 赫連定 Hèlián Dìng         | 428—431                              | - Шэнгуан (勝光 Shèngguāng) 428—431 |

### Другие государства периода Пяти варваров
| Посмертное имя (諡號 shìhào) | Личное имя                                                             | Годы правления                               | Девиз правления (年號 niánhào) и годы                          |
| --- | ---------------------------------------------------------------------- | -------------------------------------------- | -------------------------------------------------------------- |
| Исторически наиболее употребительная форма: личное имя |                                                                        |                                              |                                                                |
| Царство Жань Вэй 冉魏 350—352 (в традиционных источниках именуется царством Вэй) |                                                                        |                                              |                                                                |
| У Дао Тянь-ван 武道天王 Wǔdàotiānwáng | Жань Минь 冉閔 Rǎn Mǐn                                                 | 350—352                                      | - Юнсин (永興 Yǒngxīng) 350—352                                |
| Царство Си (Западная) Янь 西燕 384—394 |                                                                        |                                              |                                                                |
| Вэй-ди 威帝 Wēidì | Мужун Хун 慕容泓 Mùróng Hóng                                           | 384                                          | - Яньсин (燕興 Yànxīng) 384                                    |
| отсутствует | Мужун Чун 慕容沖 Mùróng Chōng                                          | 384—386                                      | - Яньсин (燕興 Yànxīng) 384—385 - Гэнши (更始 Gèngshǐ) 385—386 |
| отсутствует | Дуань Суй 段隨 Duàn Súi                                                | 386                                          | - Чанпин (昌平 Chāngpíng) 386                                  |
| отсутствует | Мужун Тао 慕容韜 Mùróng Tāo                                            | 386                                          | - Цзяньмин (建明 Jiànmíng) 386                                 |
| отсутствует | Мужун Яо 慕容瑤 Mùróng Yáo                                             | 386                                          | - Цзяньпин (建平 Jiànpíng) 386                                 |
| отсутствует | Мужун Чжун 慕容忠 Mùróng Zhōng                                         | 386                                          | - Цзяньу (建武 Jiànwǔ) 386                                     |
| отсутствует | Мужун Юн 慕容永 Mùróng Yǒng                                            | 386—394                                      | - Чжунсин (中興 Zhōngxīng) 386—394                             |
| Царство Шу 405—413 |                                                                        |                                              |                                                                |
| Чэн Ду-ван 成都王 Chéngdūwáng | Цяо Цзун 譙縱 Qiáo Zòng                                                | 405—413                                      | отсутствует                                                    |
| Вожди племени Тефу (середина III века-391) |                                                                        |                                              |                                                                |
| отсутствует | Лю Цюйбэй 劉去卑 Liú Qùbēi                                             | середина III века                            | отсутствует                                                    |
| отсутствует | Лю Гаошэнъюань 劉誥升爰 Liú Gàoshēngyuán                               | середина III века — конец III века           | отсутствует                                                    |
| отсутствует | Лю Ху 劉虎 Liú Hǔ                                                      | начало IV века (309?)—341                    | отсутствует                                                    |
| отсутствует | Лю Ухэн 劉務恒 Liú Wùhéng                                              | 341—356                                      | отсутствует                                                    |
| отсутствует | Лю Элоутоу 劉閼陋頭 Liú Èlòutóu                                        | 356—358                                      | отсутствует                                                    |
| отсутствует | Лю Сиуци 劉悉勿祈 Liú Xīwùqí                                           | 358—359                                      | отсутствует                                                    |
| отсутствует | Лю Вэйчэнь 劉衛辰 Liú Wèichén                                          | 359—391                                      | отсутствует                                                    |
| Вожди племени Юйвэнь (конец III века-345) |                                                                        |                                              |                                                                |
| отсутствует | Юйвэнь Мохуай 宇文莫槐 Yǔwén Mòhuái                                    | конец III века—293                           | отсутствует                                                    |
| отсутствует | Юйвэнь Пухуэй 宇文普回 Yǔwén Pǔhúi или Юйвэнь Пубо 宇文普撥 Yǔwén Pǔbō | 293—конец III века                           | отсутствует                                                    |
| отсутствует | Юйвэнь Цюбуцинь 宇文丘不勤 Yǔwén Qiūbùqín                              | конец III века                               | отсутствует                                                    |
| отсутствует | Юйвэнь Могуй 宇文莫圭 Yǔwén Mògūi                                      | конец III века (299?)— начало IV века (302?) | отсутствует                                                    |
| отсутствует | Юйвэнь Сидугуань 宇文悉獨官 Yǔwén Xīdúguān                             | начало IV века                               | отсутствует                                                    |
| отсутствует | Юйвэнь Цидэгуй 宇文乞得歸 Yǔwén Qǐdegūi                                | начало IV века—333                           | отсутствует                                                    |
| отсутствует | Юйвэнь Идоугуй 宇文逸豆歸 Yǔwén Yìdòugūi                               | 333—345                                      | отсутствует                                                    |
| Князья Ляоси 303—338 |                                                                        |                                              |                                                                |
| отсутствует | Дуань Уучэнь 段務勿塵 Duàn Wùwùchén                                    | 303—310 или 311                              | отсутствует                                                    |
| отсутствует | Дуань Цзилуцзюань 段疾陸眷 Duàn Jílùjuàn                               | 310 или311—318                               | отсутствует                                                    |
| отсутствует | Дуань Шэфучэнь 段涉復辰 Duàn Shèfùchén                                 | 318                                          | отсутствует                                                    |
| отсутствует | Дуань Пиди 段匹磾 Duàn Pǐdī                                            | 318—321                                      | отсутствует                                                    |
| отсутствует | Дуань Мопэй 段末柸 Duàn Mòpēi                                          | 318—325                                      | отсутствует                                                    |
| отсутствует | Дуань Я 段牙 Duàn Yá                                                   | 325                                          | отсутствует                                                    |
| отсутствует | Дуань Ляо 段遼 Duàn Liáo                                               | 326—338                                      | отсутствует                                                    |
| Вожди, князья и цари Чоучи, Усина и Иньпина (конец II века — середина VI века (555?)) |                                                                        |                                              |                                                                |
| Первый период Чоучи (конец II века-371) |                                                                        |                                              |                                                                |
| отсутствует | Ян Тэн 楊騰 Yáng Téng                                                  | конец II века — начало III века              | отсутствует                                                    |
| отсутствует | Ян Цзюй 楊駒 Yáng Jū                                                   | начало III века                              | отсутствует                                                    |
| отсутствует | Ян Цяньван 楊千萬 Yáng Qiānwàn                                         | начало III века — середина III века          | отсутствует                                                    |
| отсутствует | Ян Фэйлун 楊飛龍 Yáng Fēilóng                                          | середина III века — конец III века           | отсутствует                                                    |
| отсутствует | Ян Маосоу 楊茂搜 Yáng Màosōu                                           | конец III века—317                           | отсутствует                                                    |
| отсутствует | Ян Наньди 楊難敵 Yáng Nándí                                            | 317—334                                      | отсутствует                                                    |
| отсутствует | Ян И 楊毅 Yáng Yì                                                      | 334—337                                      | отсутствует                                                    |
| отсутствует | Ян Чу 楊初 Yáng Chū                                                    | 337—355                                      | отсутствует                                                    |
| отсутствует | Ян Го 楊國 Yáng Guó                                                    | 355—356                                      | отсутствует                                                    |
| отсутствует | Ян Цзюнь 楊俊 Yáng Jùn                                                 | 356—360                                      | отсутствует                                                    |
| отсутствует | Ян Ши 楊世 Yáng Shì                                                    | 360—370                                      | отсутствует                                                    |
| отсутствует | Ян Цуань 楊篡 Yáng Cuàn                                                | 370—371                                      | отсутствует                                                    |
| Второй период Чоучи 385—473 |                                                                        |                                              |                                                                |
| У-ван 武王 Wǔwáng | Ян Дин 楊定 Yáng Dìng                                                  | 385—394                                      | отсутствует                                                    |
| Хуэй Вэнь-ван 惠文王 Hùiwénwáng | Ян Шэн 楊盛 Yáng Shèng                                                 | 394—425                                      | отсутствует                                                    |
| Сяо Чжао-ван 孝昭王 Xiàozhāowáng | Ян Сюань 楊玄 Yáng Xuán                                                | 425—429                                      | отсутствует                                                    |
| отсутствует | Ян Баоцзун 楊保宗 Yáng Bǎozōng                                         | 429 и 443                                    | отсутствует                                                    |
| отсутствует | Ян Наньдан 楊難當 Yáng Nándāng                                         | 429—441                                      | - Цзяньи (建義 Jiànyì) 436—440                                 |
| отсутствует | Ян Баочи 楊保熾 Yáng Bǎochì                                            | 442—443                                      | отсутствует                                                    |
| отсутствует | Ян Вэньдэ 楊文德 Yáng Wéndé                                            | 443—454                                      | отсутствует                                                    |
| отсутствует | Ян Юаньхэ 楊元和 Yáng Yuánhé                                           | 455—466                                      | отсутствует                                                    |
| отсутствует | Ян Сэнсы 楊僧嗣 Yáng Sēngsì                                            | 466—473                                      | отсутствует                                                    |
| Цари Усина (Wuxing) 473—506 и 534—555 |                                                                        |                                              |                                                                |
| отсутствует | Ян Вэньду 楊文度 Yáng Wéndù                                            | 473—477                                      | отсутствует                                                    |
| отсутствует | Ян Вэньхун 楊文弘 Yáng Wénhóng                                         | 477—482                                      | отсутствует                                                    |
| отсутствует | Ян Хоуци 楊後起 Yáng Hòuqǐ                                             | 482—486                                      | отсутствует                                                    |
| Ань-ван 安王 Ānwáng | Ян Цзиши 楊集始 Yáng Jíshǐ                                             | 482—503                                      | отсутствует                                                    |
| отсутствует | Ян Шаосянь 楊紹先 Yáng Shàoxiān                                        | 503—506, 534—535                             | отсутствует                                                    |
| отсутствует | Ян Чжихуэй 楊智慧 Yáng Zhìhùi                                          | 535—545                                      | отсутствует                                                    |
| отсутствует | Ян Бисе 楊辟邪 Yáng Bìxié                                              | 545—553                                      | отсутствует                                                    |
| Примечание: Ян Чжихуэй и Ян Бисе, возможно, одно и то же лицо |                                                                        |                                              |                                                                |
| Цари Иньпина (Yinping) 477 — середина VI века |                                                                        |                                              |                                                                |
| отсутствует | Ян Гуансян 楊廣香 Yáng Guǎngxiāng                                      | 477—483?                                     | отсутствует                                                    |
| отсутствует | Ян Цзюн 楊炯 Yáng Jiǒng                                                | 483—495                                      | отсутствует                                                    |
| отсутствует | Ян Чунцзу 楊崇祖 Yáng Chóngzǔ                                          | 495-до 502                                   | отсутствует                                                    |
| отсутствует | Ян Мэнсунь 楊孟孫 Yáng Mèngsūn                                         | до 502—511                                   | отсутствует                                                    |
| отсутствует | Ян Дин 楊定 Yáng Dìng                                                  | 511- ?                                       | отсутствует                                                    |
| Ханы народа Тоба (табгачей) 219—377 (цари Дай 305?-377) |                                                                        |                                              |                                                                |
| Как известно, род Тоба был правящей династией царства Северная Вэй, основанного Тоба Гуем. Поэтому таблица правителей Северной Вэй начинается с него, а не является продолжением данной таблицы. |                                                                        |                                              |                                                                |
| Примечание: Все вожди почитались титулом императоров Вэйшу и Бэйши, которыми они никогда не были. Они обозначены здесь титулом ван 王 (Wáng), который унаследовали все преемники Тоба Илу.       |                                                                        |                                              |                                                                |
| Шэнь Юань-ван 神元王 Shényuánwáng | Тоба Ливэй 拓拔力微 Tuòbá Lìwéi                                        | 219—277                                      | отсутствует                                                    |
| Примечание: Его храмовым именем было Ши-цзу (始祖 Shízǔ). Специальный столбец для храмового имени не создавался, поскольку он был единственным вождем до Тоба Гуя, носившим храмовое имя.        |                                                                        |                                              |                                                                |
| Чжан-ван 章王 Zhāngwáng | Тоба Силу 拓拔悉鹿 Tuòbá Xīlù                                          | 277—286                                      | отсутствует                                                    |
| Пин-ван 平王 Píngwáng | Тоба Чо 拓拔綽 Tuòbá Chuò                                              | 286—293                                      | отсутствует                                                    |
| Сы-ван 思王 Sīwáng | Тоба Фу 拓拔弗 Tuòbá Fú                                                | 293—294                                      | отсутствует                                                    |
| Чжао-ван 昭王 Zhāowáng | Тоба Лугуань 拓拔祿官 Tuòbá Lùguān                                     | 294—307                                      | отсутствует                                                    |
| Му-ван 穆王 Mùwáng | Тоба Ито 拓拔猗(㐌 — 拖 без 手) Tuòbá Yītuo                            | 295—305                                      | отсутствует                                                    |
| Му-ван 穆王 Mùwáng | Тоба Илу 拓拔猗盧 Tuòbá Yīlú                                           | 295—316                                      | отсутствует                                                    |
| отсутствует | Тоба Пугэнь 拓拔普根 Tuòbá Pǔgēn                                       | 316                                          | отсутствует                                                    |
| отсутствует | Тоба (без имени) 拓拔? Tuòbá ?                                         | 316                                          | отсутствует                                                    |
| Пин Вэнь-ван 平文王 Píngwénwáng | Тоба Юйлюй 拓拔鬱律 Tuòbá Yùlǜ                                         | 316—321                                      | отсутствует                                                    |
| Хуэй-ван 惠王 Hùiwáng | Тоба Хэжу 拓拔賀傉 Tuòbá Hèrù                                          | 321—325                                      | отсутствует                                                    |
| Ян-ван 煬王 Yángwáng | Тоба Хэна 拓拔紇那 Tuòbá Hénǎ                                          | 325—329 и 335—337                            | отсутствует                                                    |
| Ле-ван 烈王 Lièwáng | Тоба Ихуай 拓拔翳槐 Tuòbá Yìhuái                                       | 329—335 и 337—338                            | отсутствует                                                    |
| Чжао Чэн-ван 昭成王 Zhāochéngwáng | Тоба Шиицзянь (Шэигянь) 拓拔什翼健 Tuòbá Shíyìjiàn                     | 338—377                                      | - Цзяньго (建國 Jiànguó) 338—377                               |